# Роде, Йоханнес
Йоханнес Роде, или Иоганн Руфус (нем. Johannes Rode, лат. Johannes Ruffus, около 1280 — после 1349) — немецкий хронист и правовед, городской писарь и ратман Любека, один из составителей любекской «Городской хроники» (нем. Stadeschronik), возможный автор «Хроники Руфуса» (нем. Rufus-Chronik).

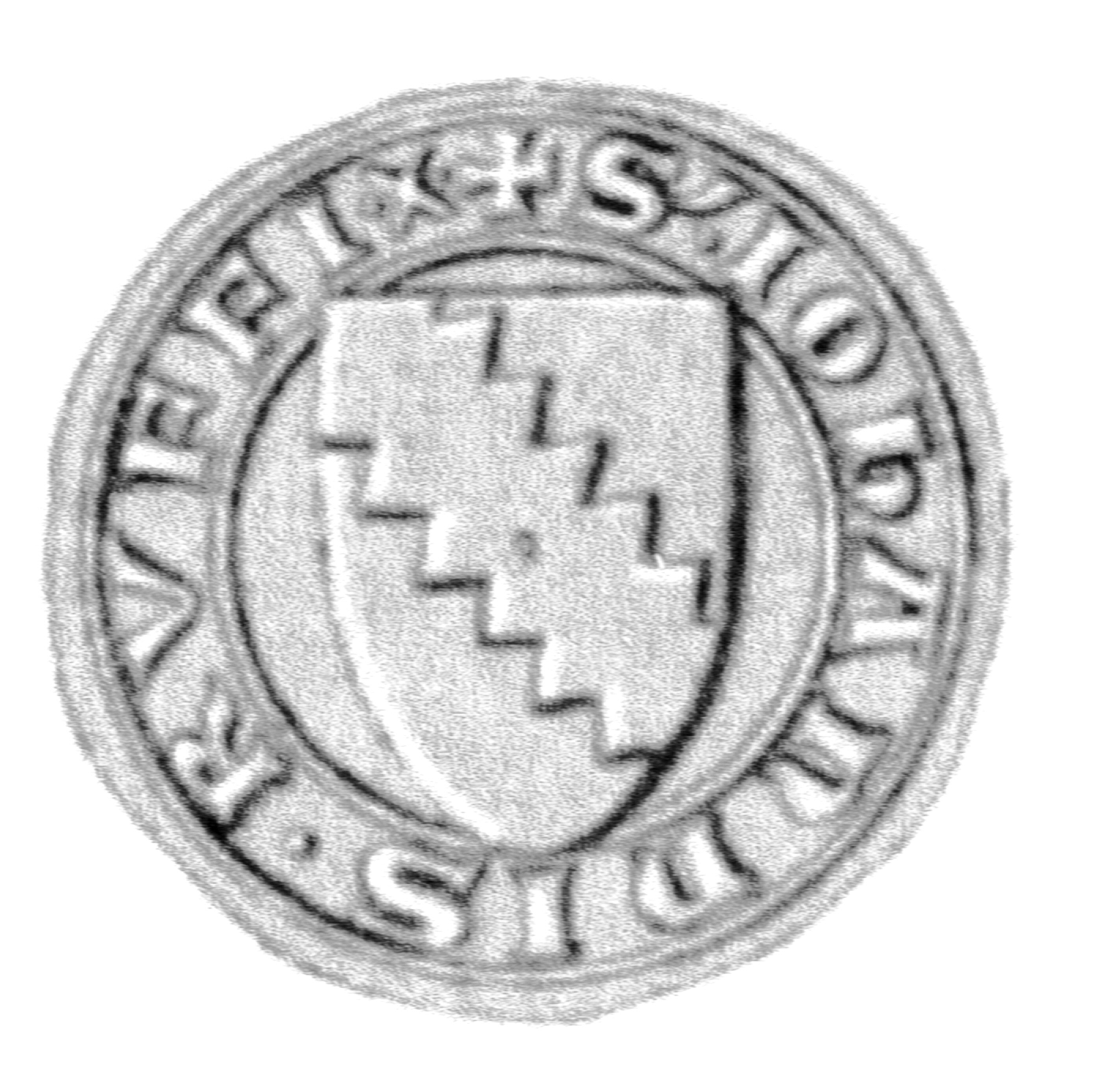
Печать Иоганна Роде

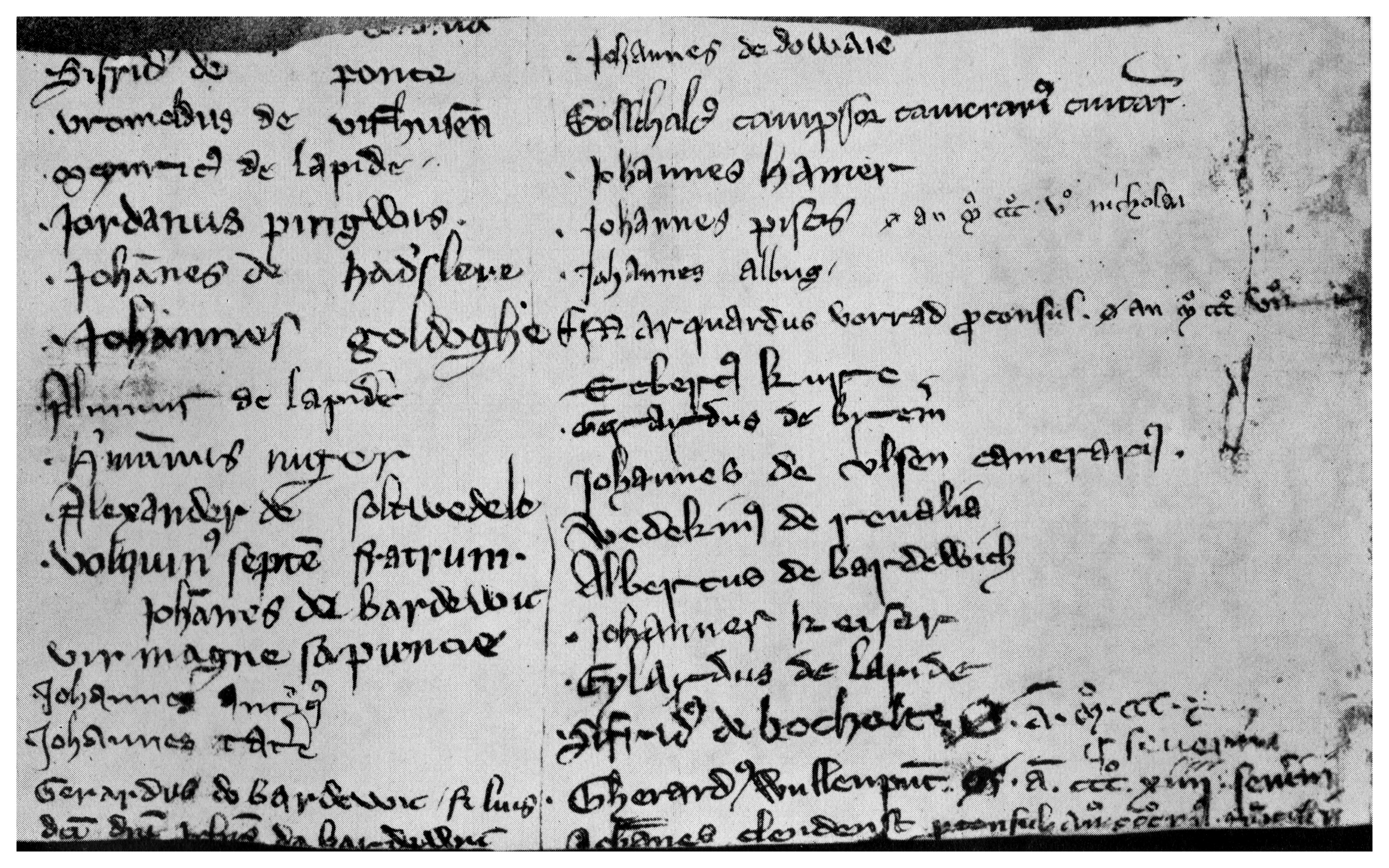
Фрагмент списка городских магистратов Любека XIV в. с автографом Йоханнеса Роде

## Жизнь и труды
Выходец из любекского городского патрициата, он c 1300 года, вероятно, изучал право в Орлеанском университете. С 1307 по 1349 год служил писарем в городском совете Любека. В должности прокуратора Любекской епархии некоторое время находился при папском дворе в Авиньоне. Умер не ранее 1349 года в Любеке, став, вероятно, жертвой чумной эпидемии.
По данным историка Карла Коппманна, является первым известным по имени составителем «Городской летописи» (нем. Stadeschronik), давшей начало официальной городской историографии. Написанная на немецком языке, она излагает историю города Любека от основания его в 1105 году до памятного местного пожара 1276 года. Помимо различных подробностей городской жизни, хроника содержит ценные сведения по истории Ганзейского союза и северогерманского городского права. Источником рассказа Роде о покорении и христианизации в XI—XII веках местных племён балтийских славян-бодричей, возможно, послужила «Славянская хроника» Гельмольда из Босау и его продолжателя Арнольда Любекского.
Около 1347 года приступил к написанию другой хроники, законченной не позже 1349 года, и затем продолженной несколькими другими летописцами, в том числе Детмаром Любекским, а в XV веке получившей название «Xроники Руфуса» (нем. Rufus-Chronik). 
Авторство Роде в отношении последней оспаривается Клаусом Ридтом и рядом других исследователей, отметивших хронологические и текстологические несоответствия её «Городской хронике» и стилистическую близость летописанию монашеских ниществующих орденов, в силу чего она была, по их мнению, скорее всего составлена во францисканском монастыре Св. Екатерины в Любеке.
Рукописи «Городской хроники», относящиеся к XV веку, находятся в собраниях городской библиотеки Любека, государственной и университетской библиотеки Гамбурга и Королевской библиотеки Дании.

## Публикации
- Detmar- Chronik. 1105—1276 // Die Chroniken der niedersächsischen Städte. — Band 1. — Lübeck: Verlag von S. Hirzel, 1884. — S. 7–114. — (Chroniken deutscher Städte, 19). (Nachdruck 1967)
- Stades-Chronik.1315—1349 // Die Chroniken der niedersächsischen Städte. — Band 2. — Lübeck: Verlag von S. Hirzel, 1899. — S. 278–284. — (Chroniken deutscher Städte, 26). (Nachdruck 1967)